# Жюстьян
Жюстья́н (фр. Justian) — коммуна во Франции, находится в регионе Юг — Пиренеи. Департамент — Жер. Входит в состав кантона Валанс-сюр-Баиз. Округ коммуны — Кондом.
Код INSEE коммуны — 32166.

## География
Коммуна расположена приблизительно в 590 км к югу от Парижа, в 95 км западнее Тулузы, в 30 км к северо-западу от Оша.
По территории коммуны протекает река Ос.

## Климат
Климат умеренно-океанический. Лето жаркое и немного дождливое, температура часто превышает 35 °С. Зимой часто бывает отрицательная температура и ночные заморозки. Годовое количество осадков — 700—900 мм.

## Население
Население коммуны на 2010 год составляло 99 человек.
| 1962 | 1968 | 1975 | 1982 | 1990 | 1999 | 2010 |
| ---- | ---- | ---- | ---- | ---- | ---- | ---- |
| 120  | 92   | 78   | 100  | 100  | 93   | 99   |

## Администрация
| Период | Период | Фамилия         | Партия | Примечания |
| ------ | ------ | --------------- | ------ | ---------- |
| 2001   | 2008   | Мишель Ларре    |        |            |
| 2008   | 2014   | Пьеррет Лаперер |        |            |
| 2014   | 2020   | Филипп Каюзак   |        |            |

## Экономика
В 2010 году среди 51 человека трудоспособного возраста (15—64 лет) 44 были экономически активными, 7 — неактивными (показатель активности — 86,3 %, в 1999 году было 73,3 %). Из 44 активных жителей работали 42 человека (23 мужчины и 19 женщин), безработных было 2 (0 мужчин и 2 женщины). Среди 7 неактивных 1 человек был учеником или студентом, 4 — пенсионерами, 2 были неактивными по другим причинам.